# Diamonds Are Invincible
«Michael Jackson x Mark Ronson: Diamonds Are Invincible», или просто «Diamonds Are Invincible» — песня Майкла Джексона и Марка Ронсона. Мэшап вышел 29 августа 2018 года в 60-летие со дня рождения Джексона

## Предыстория и выход
29 августа 2018 года, в честь празднования 60-летия со дня рождения Джексона, по всему миру состоялась премьера песни «Diamonds Are Invincible». Песня представляет собой мэшап, состоящий из восьми песен Джексона — «Don’t Stop ’Til You Get Enough», «Wanna Be Startin’ Somethin’», «Billie Jean», «Smooth Criminal», «Remember the Time», «Human Nature», «You Rock My World» и «The Way You Make Me Feel».

## Список композиций
| №  | Название                                                 | Длительность |
| -- | -------------------------------------------------------- | ------------ |
| 1. | «Michael Jackson x Mark Ronson: Diamonds Are Invincible» | 5:00         |